# Lista de estádios de futebol do Rio de Janeiro
Capacidades dos estádios entre parêntesis e conforme a capacidade atual determinada pela CBF em 18 de janeiro de 2016 no CNEF (Cadastro Nacional de Estádios de Futebol), em vários casos diferentes das capacidades informadas pelos seus administradores, informação que consta na maioria dos casos registrados no CNEF, pela CBF levar em consideração o item segurança, seguindo orientações de laudos do Corpo de Bombeiros Militar do Estado do Rio de Janeiro para os seus estados de conservação atuais, listados todos os estádios do Estado do Rio de Janeiro.

## Cidade do Rio de Janeiro

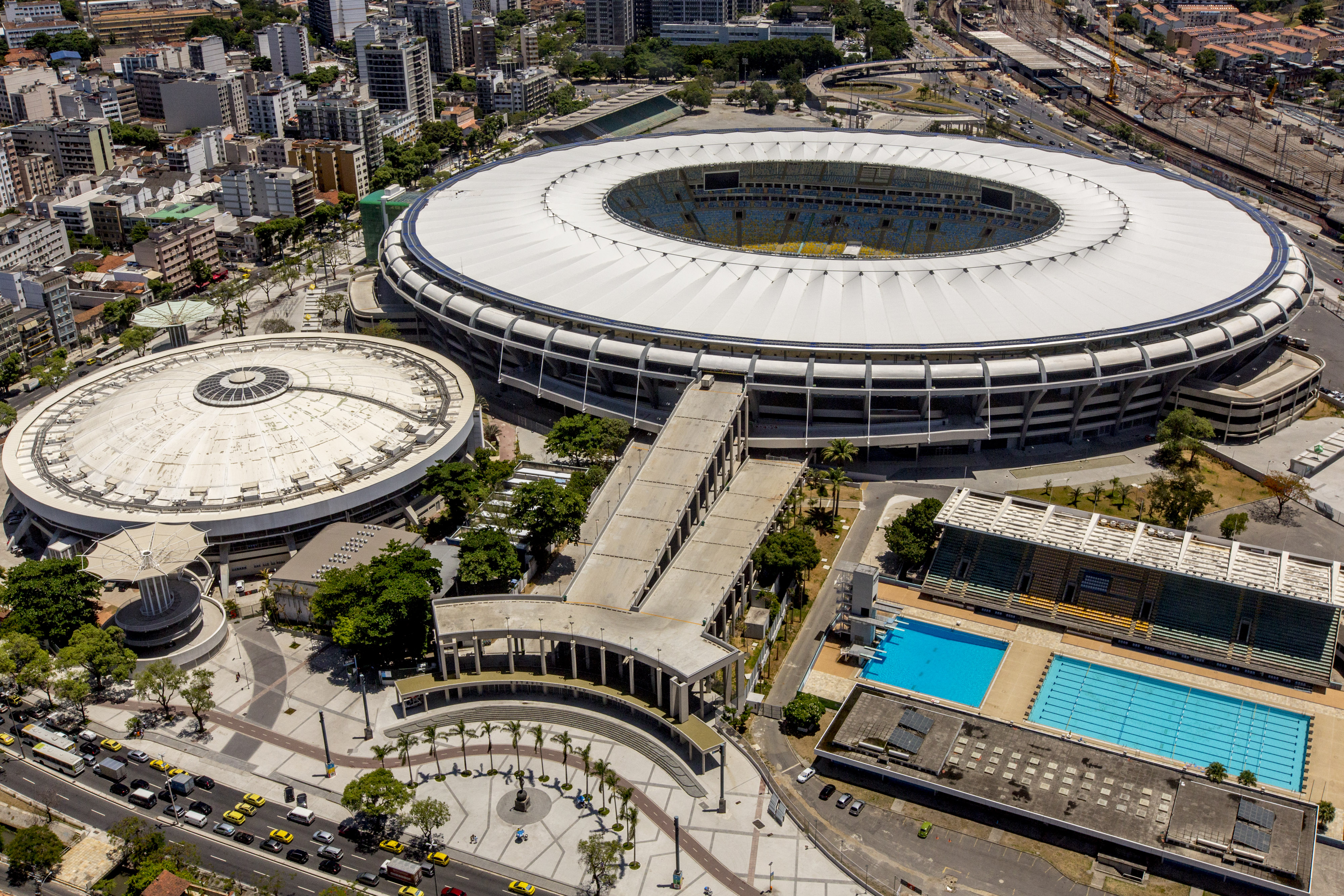
Maracanã, o maior do Brasil.

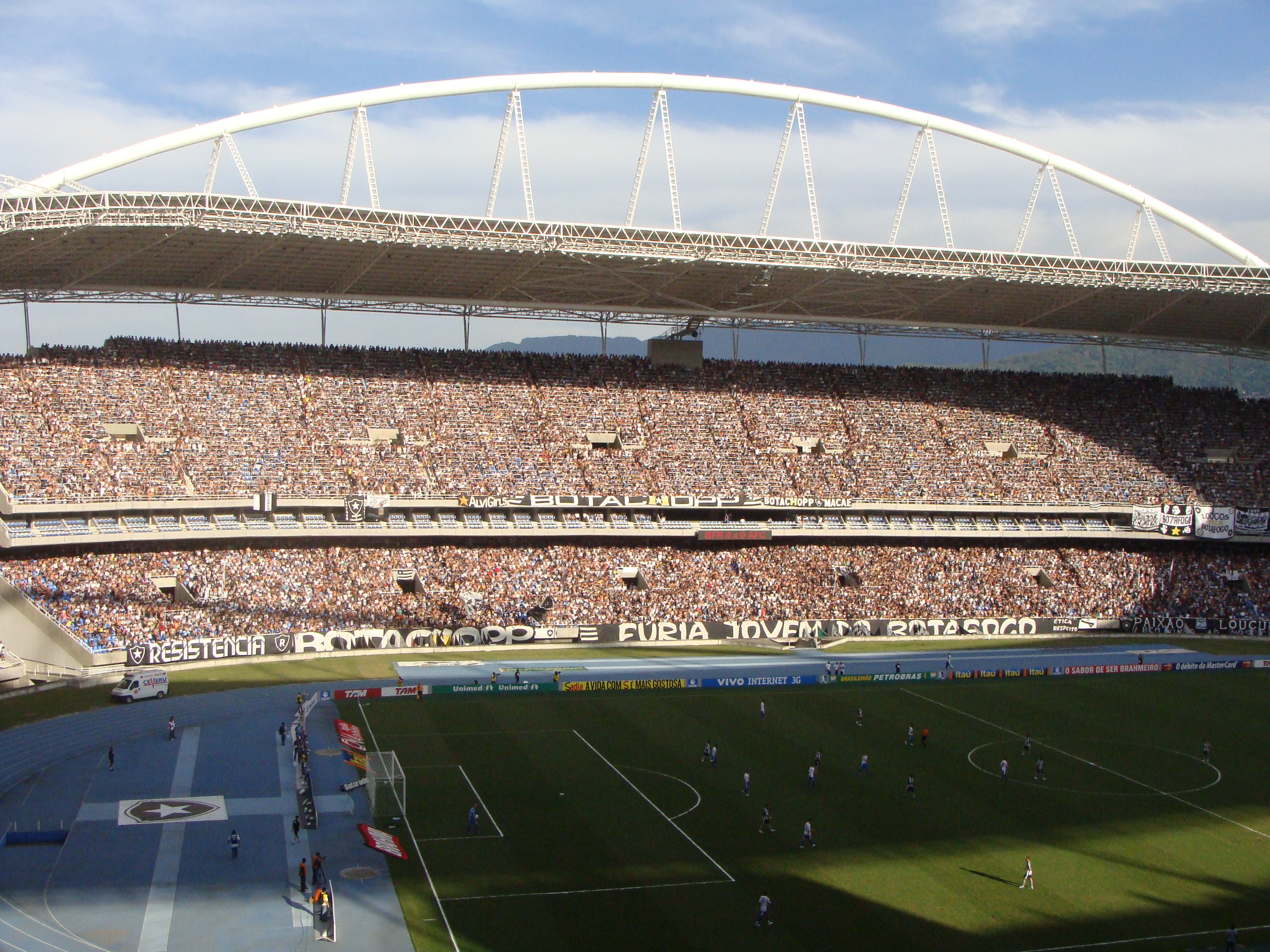
Nilton Santos, segundo maior estádio do Rio de Janeiro.

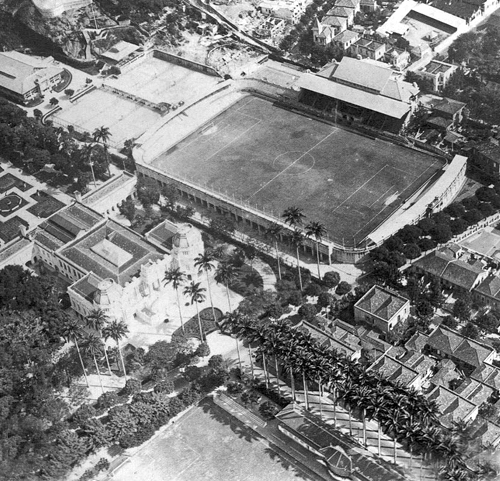
Estádio de Laranjeiras em 1919, primeiro estádio de cimento do Brasil e a primeira casa da Seleção Brasileira.

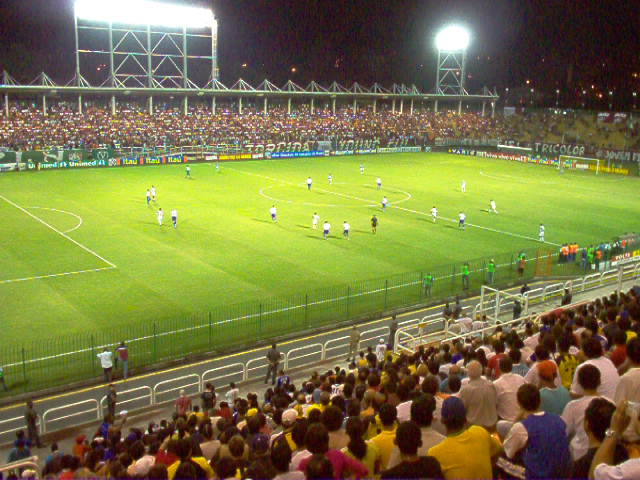
Estádio Raulino de Oliveira, o Estádio da Cidadania, maior estádio do interior fluminense.

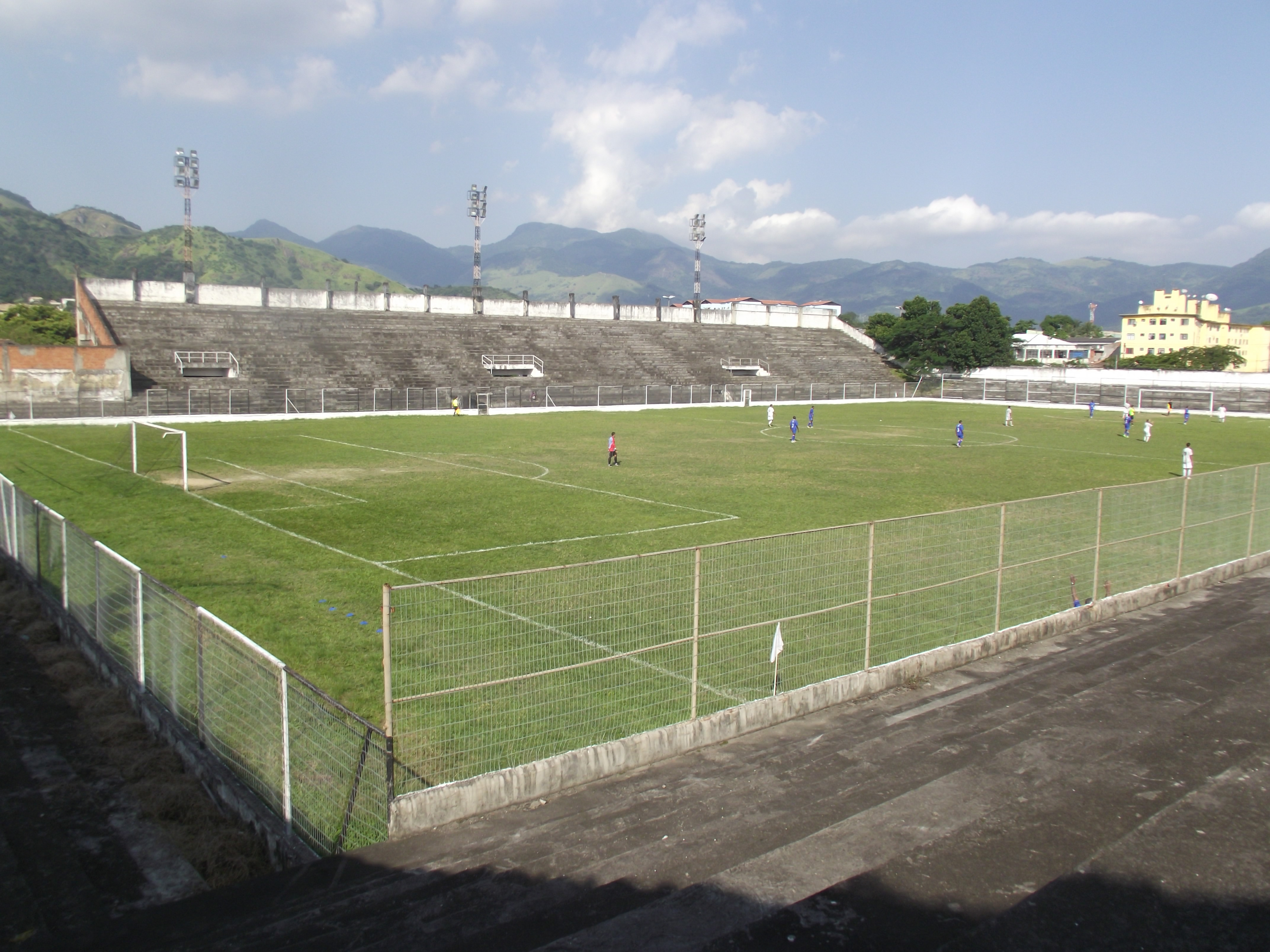
Estádio Ítalo Del Cima, maior estádio da Zona Oeste e quarto maior da cidade do Rio de Janeiro.

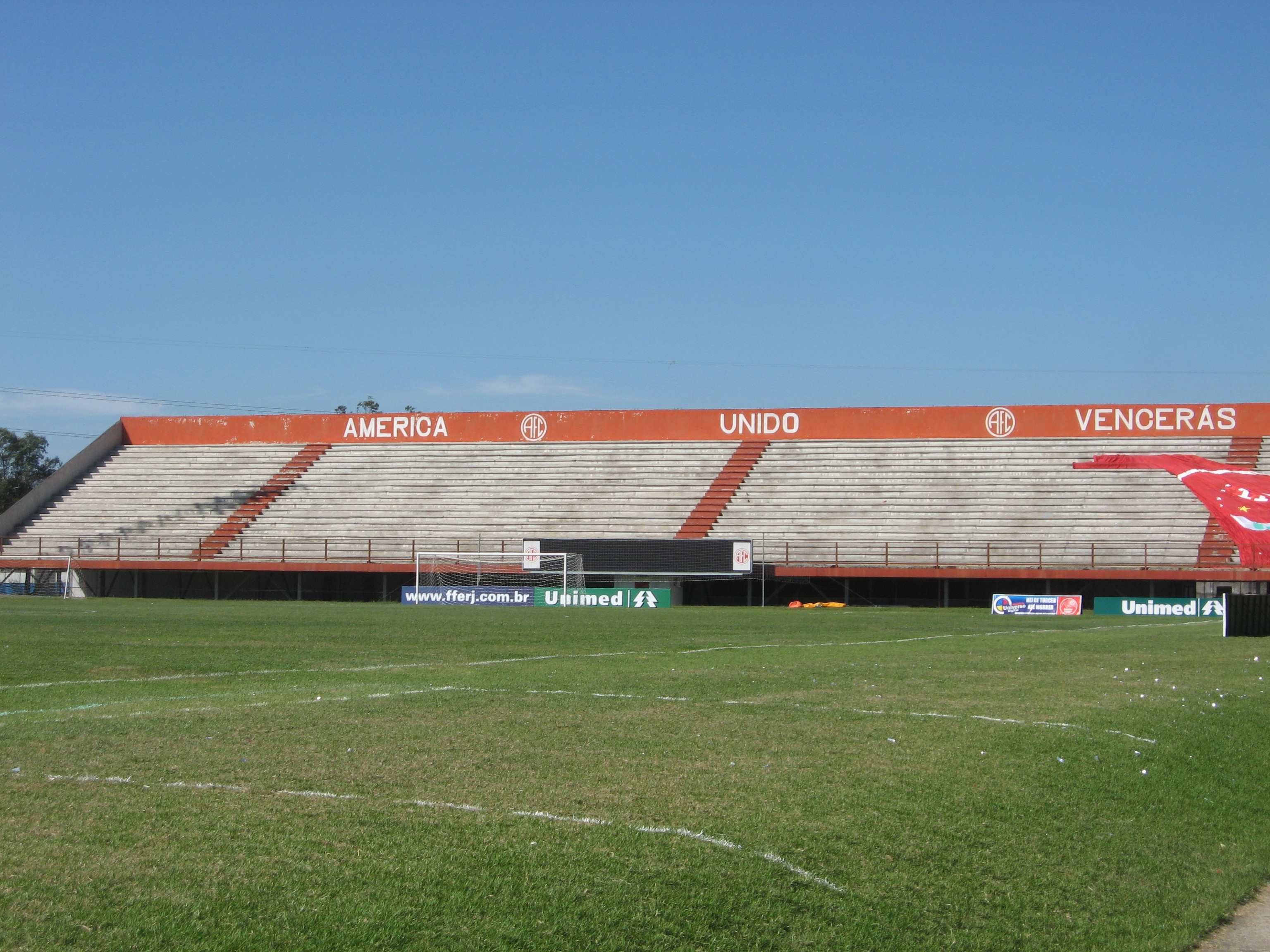
Estádio Giulite Coutinho, também conhecido como Édson Passos, é o maior da Baixada Fluminense.

| Estádio                        | Capacidade | Localidade   | Proprietário                        | Time                                               | Inauguração |
| ------------------------------ | ---------- | ------------ | ----------------------------------- | -------------------------------------------------- | ----------- |
| Estádio do Maracanã            | 78.838     | Zona Norte   | Governo do Estado do Rio de Janeiro | Flamengo e Fluminense (concessionários)            | 1950        |
| Estádio Olímpico Nilton Santos | 46.831     | Zona Norte   | Prefeitura do Rio de Janeiro        | Botafogo (concessionário)                          | 2007        |
| Estádio São Januário           | 21.880     | Zona Central | Vasco da Gama                       | Vasco da Gama                                      | 1927        |
| Estádio Ítalo del Cima         | 18.000     | Zona Oeste   | Campo Grande                        | Campo Grande                                       | 1960        |
| Estádio de Moça Bonita         | 9.024      | Zona Oeste   | Bangu                               | Bangu                                              | 1947        |
| Estádio da Rua Bariri          | 8.300      | Zona Norte   | Olaria                              | Olaria                                             | 1947        |
| Estádio das Laranjeiras        | 8.000      | Zona Sul     | Fluminense                          | Fluminense (categorias de base e futebol feminino) | 1919        |
| Estádio Luso-Brasileiro        | 6.437      | Zona Norte   | Portuguesa-RJ                       | Portuguesa-RJ                                      | 1965        |
| Estádio da Gávea               | 4.000      | Zona Sul     | Flamengo                            | Flamengo (categorias de base e futebol feminino)   | 1938        |
| Estádio do Ceres               | 3.000      | Zona Oeste   | Ceres                               | Ceres                                              | 1949        |
| Estádio Leônidas da Silva      | 2.390      | Zona Norte   | Bonsucesso                          | Bonsucesso                                         | 1947        |
| Estádio Conselheiro Galvão     | 2.136      | Zona Norte   | Madureira                           | Madureira                                          | 1941        |
| Estádio Figueira de Melo       | 800        | Zona Central | São Cristóvão                       | São Cristóvão                                      | 1926        |
| Estádio Antunes                | 774        | Zona Oeste   | CFZ                                 | CFZ                                                | 1997        |

## Região Metropolitana do Rio de Janeiro
- Estádio Edson Passos - Mesquita (13.544)
- Estádio Caio Martins - Niterói (12.000)
- Estádio de Los Larios - Duque de Caxias (6.300)
- Estádio Niélsen Louzada - Mesquita (6.000)
- Estádio Joaquim de Almeida Flores - Nilópolis (5.000)
- Estádio José de Alvarenga - Belford Roxo (4.000)
- Estádio Romário de Souza Faria - Duque de Caxias (3.334)
- Estádio Mestre Telê Santana - Duque de Caxias (2.000)
- Estádio Jair Pereira da Silva - São Gonçalo (2.000)
- Estádio Santa Luzia - São Gonçalo (?)
- Estádio José Maria de Brito Barros - Mangaratiba (2.000)
- Estádio Jânio Moraes - Nova Iguaçu (1.810)
- Estádio Eduardo Viana - Japeri (1.000)
- Estádio Nivaldo Pereira - Nova Iguaçu (1.000)
- Estádio Municipal Alziro de Almeida - Itaboraí (900)
- Estádio do Cabuçu - Nova Iguaçu (400)

## Interior do Rio de Janeiro
- Estádio Raulino de Oliveira - Volta Redonda (18.230)
- Estádio Cláudio Moacyr de Azevedo - Macaé (15.000)
- Estádio Antonio Gomes Viana - Carapebus (10.000)
- Arena Guanabara - Araruama (10.000)
- Estádio Odair Gama - Três Rios (10.000)
- Estádio Atílio Marotti - Petrópolis (8.500)
- Estadio Antônio Savatonne - Teresópolis (8.000)
- Estádio Expedicionário - Macaé (7.500)
- Estádio Paulo Fernandes - Barra do Piraí (6.000)
- Estádio Ary de Oliveira e Souza - Campos dos Goytacazes (5.800)
- Estádio Eduardo Guinle - Nova Friburgo (5.500)
- Estádio Ozório Junior - Petrópolis (5.000)
- Estádio do Trabalhador - Resende (4.600)
- Estádio Hermenegildo Barcelos - Arraial do Cabo (4.500)
- Estádio Elcyr Resende de Mendonça - Saquarema (4.315)
- Estádio Antônio Ferreira de Medeiros - Cardoso Moreira (3.000)
- Estádio Alair Corrêa (Correão) - Cabo Frio (2.611)
- Estádio Marcelo de Moura e Souza - Três Rios (2.200)
- Estádio Leão do Sul - Barra Mansa (2.000)
- Estádio Manoel José Viana de Sá - São João da Barra (1.824)
- Estádio Lourival Gomes de Almeida - Saquarema (1.800)
- Estádio Santa Luzia - Saquarema (?)
- Estádio Jair Carneiro Toscano de Brito - Angra dos Reis (1.500)
- Estádio Waldo Carneiro Xavier - Santo Antônio de Pádua (850)
- Estádio Municipal de Búzios - Armação dos Búzios (500)
- Estádio Carmo Arenari Filho - Natividade (500)
- Estádio Emília Rosa Guimarães - Rio das Ostras (?)
- Estádio Julieta Carvalho Vianna (Arena Ostrão) - Rio das Ostras (?)

## Maiores estádios do estado do Rio de Janeiro
- Considerando a capacidade informada pelos seus administradores no CNEF, acima de 8.000.

1. Estádio do Maracanã - Rio de Janeiro (78.838)
2. Estádio Nilton Santos - Rio de Janeiro (46.831)
3. Estádio Vasco da Gama - Rio de Janeiro (21.880)
4. Estádio Raulino de Oliveira - Volta Redonda (18.230)
5. Estádio Ítalo Del Cima - Rio de Janeiro (18.000) (Inativo)
6. Estádio Cláudio Moacyr de Azevedo - Macaé (15.000)
7. Estádio Edson Passos - Mesquita (13.544)
8. Estádio Caio Martins - Niterói (12.000)
9. Estádio da Rua Bariri - Rio de Janeiro (12.000)
10. Estádio Antonio Gomes Viana - Carapebus (10.000)
11. Arena Guanabara - Araruama (10.000)
12. Estádio Odair Gama - Três Rios (10.000)
13. Estádio de Moça Bonita - Rio de Janeiro (9.024)
14. Estádio Atílio Marotti - Petrópolis (8.500)
15. Estádio Manoel Schwartz - Estádio das Laranjeiras (Rio de Janeiro) - Rio de Janeiro (8.000), (Recebe jogos da base e time feminino do Fluminense).
16. Estádio Antônio Savatonne - Teresópolis (8.000)

## Estádios demolidos/desativados
- Estádio da Praia Vermelha - Rio de Janeiro
- Estádio da Rua Campos Sales - Rio de Janeiro
- Campo da Rua Ferrer - Rio de Janeiro
- Campo da Rua Voluntários da Pátria - Rio de Janeiro
- Estádio de General Severiano
- Estádio Godofredo Cruz - Campos dos Goytacazes
- Estádio Mané Garrincha - Rio de Janeiro
- Estádio Wolney Braune - Rio de Janeiro
- Estádio Assad Abdalla - Niterói